# Limatula aphrodita
Limatula aphrodita is een tweekleppigensoort uit de familie van de Limidae. De wetenschappelijke naam van de soort is voor het eerst geldig gepubliceerd in 1928 door Boone.